# Mamerkus Emiliusz Skaurus
Mamercus Aemilius Scaurus (zm. 34 n.e.) – rzymski polityk w I wieku n.e. Był konsulem dodatkowym (consul suffectus) w 21 n.e.
Syn Marka Emiliusza Skaura. Uznany mówca i poeta. Był członkiem senatu w 4 n.e. i w czasie debaty dotyczącej objęcia władzy przez Tyberiusza, obraził podejrzliwego cesarza uwagami o wahaniu się w przyjęciu władzy. W latach późniejszych jest wymieniany przez Tacyta jako oskarżyciel w procesach o obrazę cesarza – w 21 n.e. w procesie Domicjusza Korbulona, w 22 n.e. oskarżał Sylanusa. W 32 n.e. sam stał się przedmiotem takich oskarżeń, choć Tyberiusz tym razem powstrzymał oskarżenia. W 34 n.e. został ponownie oskarżony. Wszechwładny prefekt pretorianów Makron twierdził, że pewne wiersze w tragedii Atreus napisanej przez Skaurusa, odnoszą się w obraźliwy sposób do Tyberiusza. W obliczu nieuchronnego wyroku skazującego, za sugestią swej żony Sestii popełnił samobójstwo – a Sestia poszła w jego ślad. Według Seneki Skaurus był ostatnim przedstawicielem swojej rodziny.

## Małżeństwa i potomkowie
- 1x: Emilia Lepida (skazana na śmierć w 20 n.e.)
  - córka
- 2x: Sestia